# Phare d'Ulla
Le phare d'Ulla (en norvégien : Ulla fyr)  est un phare côtier de la commune de Haram, dans le Comté de Møre og Romsdal (Norvège). Il est situé à l'extrémité nord de l'île d'Haramsøya. Il est géré par l'administration côtière norvégienne (en norvégien : Kystverket).
Le phare est classé patrimoine culturel par le Riksantikvaren depuis 2000.

## Histoire
Le phare se trouve sur Ulla une petite île au nord-ouest de l'île de Haramsøyaet du pont d'Ullasund Bridge (en). Le premier phare a été établi en 1874. Celui-ci a été sérieusement détruit lors d'un raid aérien des Alliés de la Seconde Guerre mondiale. Il a été reconstruit, après guerre, qu'en 1950. Il a été entièrement automatisé en 1975. Il est maintenant entretenu par l'Ullafyrets Venner (Les Amis du Phare d'Ulla)  et le logement des gardiens a été réadapté pour recevoir des groupes en nuitée et un petit bar.

## Description
Le phare  est unbâtiment carré en béton de 10,5 mètres de haut, avec une galerie et lanterne. L'édifice est peint en blanc avec  et la lanterne est rouge. Son feu à occultations  émet, à une hauteur focale de 21,5 mètres, deux groupes d'éclats (blanc, rouge et vert selon différents secteurs) toutes les 10 secondes. Sa portée nominale est de 14.2 milles nautiques (environ 26 km) pour le feu blanc, environ 10.6 pour le feu rouge et pour le feu vert.
Identifiant : ARLHS : NOR-259 ; NF-3450 - Amirauté : L0872 - NGA : 6260 .
|                      |
| Le phare (1890-1900) |

|          |
| Le phare |

### Lien connexe
- Liste des phares de Norvège